# 喀拉托海镇
喀拉托海镇，是中华人民共和国新疆维吾尔自治区伊犁哈萨克自治州特克斯县下辖的一个乡镇级行政单位。
2015年7月24日，新疆维吾尔自治区人民政府批复同意撤销喀拉托海乡建制，设立喀拉托海镇。

## 行政区划
喀拉托海镇下辖以下地区：
阿克卓勒村、喀拉托海村、铁热克提村、库木托别村、音加尔村、阿克托海牧业村、达根别里牧业村、也什克里克村和柯尔干布拉克村。